# 汽车城赛道
汽车城赛道（AUTOPOLIS）為日本大分縣日田市的一座賽道，賽道全長為4,674米，於1990年開幕，管理機構為 汽车城股份有限公司 (株式会社オートポリス)。

## 歷史
此賽道為日本銀行家鶴卷智德花費五億美元所興建，鶴卷智德曾以5,160萬美元的天價標下巴勃羅·畢卡索的作品 Les Noces de Pierrette。

### 開幕
原本作為高爾夫球場建設預定地，因遭遇石油危機而計畫中止，留下這片廣大的土地。「日本汽车城」是不動產開發業者，同時也是後來汽车城的營運公司，在其社長鶴卷智德的指示下，於泡沫景氣全盛期的1990年迎來汽车城赛道的開幕。同年11月30日，招待前首相竹下登，在東京全日空飯店局舉行了開幕派對。
鶴卷在1989年於同飯店舉行之拍賣會，以5160萬美金標得巴勃羅‧畢卡索的「埃特的婚禮」而世界聞名。且之後也成為A.P. Indy(冠軍馬)的馬主。
1991年3月，作為落成後首次賽事，舉辦全日本F3000錦標賽，決勝日當天有超過7萬人次觀眾到場，將看台擠得水洩不通。
1991年10月舉行了汽车城赛道首次的FIA公認世界錦標賽─賽車世界錦標賽(SWC)的最終戰，F1出道不久的麥可‧舒馬克也出賽，並贏得優勝。

### 爭取F1
汽车城赛道從一開始就是為了爭取舉辦F1賽事而建設的賽道，1990年和1991年贊助尼爾森‧畢奇所在的班尼頓車隊等，積極的爭取舉辦F1的機會。這項舉動確實收到了成果，1993年F1第3戰作為「亞洲GP」，預定初次舉行此賽事。

### 充實的設施
針對F1的舉行，準備了可容納2萬人次觀眾的最終轉角看台及可以觀賽的飯店「Bella Vista」、美術館、3度成為世界冠軍的尼爾森‧畢奇之博物館、小型賽車跑道、直升機等等。
另外，環道內的飯店「Bella Vista」是只有28房的高級飯店，其他尚有建設350房的度假飯店之預定。美術館除了鶴卷買下的畢卡索作品以外，還預定展示雷內‧馬格利特、克洛德‧莫內、文森‧梵谷等的作品。
汽车城赛道獨有的One-Make公式戰「FC45」自1991年開始舉行。FC據稱是以當時社長的名字Formula Crane(鶴)命名，45指的是排氣量(4,500cc)。

### 破產
但因為泡沫崩壞，1992年「日本汽车城」破產，當然F1的舉行也取消了。美術館及飯店關閉、美術品被債權人扣押。另外，「FC45」也於同年終止。
翌年1993年，作為債權人的承包商間組將其作為「大分阿蘇賽車公園」繼續營運，但因為山間腹地交通不便，經營不成，環道自身的存續面臨危險狀態。

### 再建
1996年間組將環道及其抵押權無償讓渡給上津江村(當時)，之後當地居民組成志工提供協助，由第三部門的上津江Green有限公司繼續營運環道。名稱也用回知名度較高的「汽车城赛道」。這段其間大型比賽無法舉行，以走行會及業餘賽為中心營運。
1999年11月初次招開全明星賽─全日本GT錦標賽，不合季節的大雪中聚集了5萬人次的觀眾。
2002年開始全日本公路競速錦標賽、2003年開始全日本GT錦標賽取代了經營不善的MINE環道，另外2006年也舉行了Formula Japan等，營運漸漸地好轉。
2005年3月川崎重工發表收買了同環道的消息。同月，因市町村合併，上津江村編入合併到日田市，這件事也被認為與收買有關係。作為川崎重工的二輪車開發用測試跑道，同時也繼續舉行自全日本格式以降的各種賽事。川崎重工在大分縣內還擁有二輪用跑道「SPA直入」，收購汽车城赛道後也繼續營運SPA直入跑道。但飯店「Bella Vista」及美術館建築物被拆除，留下了空地。2010年開始國際格式的二輪賽事─FIM亞洲公路競速錦標賽，和全日本公路競速錦標賽合併舉行。

### 現在
2011年SUPER GT賽復活、Formula Japan作為2&4賽和全日本公路競速錦標賽(ST600)合併舉行、另外全日本公路競速賽(全級別)和ASIAN GP合併舉行等，賽程有了巨大的改變。2012年開始舉行超級耐久賽。2011年11月到2012年3月期間，自開幕以來第一次進行主要跑道的全面改修工程(路面的全面替換及路緣的部分改修)。
2013年，自2004年開始續行的全日本專業甩尾錦標賽被排除於賽程外，但於2014年又復活了。

## 跑道

### 國際賽車跑道
以全長4,674公尺為傲的國際公認跑道，終點直道為902公尺、高低差為52公尺、最大上坡7.2%、下坡10%，是上下起伏劇烈的技術性跑道。全場共19個彎道，特殊的地形加上山區多變的氣候條件，使得汽车城赛道成為許多車手心目中最富挑戰性的賽道，由於地處較為偏遠，也成為未上市新車測試的熱門場地。於日本少見的是，維修加油支道位在跑道的外側，因此從維修站看到的車輛運行方向和其他跑道看到的相反。跑道監修是由前任本田F1負責人櫻井淑敏進行。

### 湖畔跑道
位於最終轉角看台過了停車場後上去一點的地方。主要用於甩尾走行會、甩尾練習會等等活動。

### 競技場
全長1,760公尺。

## 比賽紀錄
| 汽车城赛道比賽紀錄  |                              |               |          |        |
| 類別 車種 駕駛 時間 | 車種                         | 駕駛          | 時間     | 紀錄年 |
| C組賽車             | Jaguar XJR-14                | 提歐‧法比     | 1'27.188 | 1991年 |
| 全日本F3000         | TOSTEM LOLA T90              | 中谷明彦      | 1'30.124 | 1991年 |
| SUPER FORMULA       | SF14 (本田 HR-414E))         | 山本尚貴      | 1'26.469 | 2014年 |
| SUPER GT（GT500）   | MOTUL AUTECH GT-R            | 羅尼‧坤塔雷利 | 1'34.523 | 2014年 |
| SUPER GT（GT300）   | SUBARU BRZ R&D SPORT         | 佐佐木孝太    | 1'45.335 | 2014年 |
| 超級耐久            | 馬赫GoGoGo車檢 GT-R車検 GT-R | 山野直也      | 1'47.089 | 2013年 |
| 二輪（JSB1000）     | Team GREEN 川崎ZX-10R]]      | 渡辺一樹      | 1'47.657 | 2014年 |

## 當前設施
- 貴賓室
- 主場看台
- 最終轉角看台
- 環道側邊休息所
- 駕駛員沙龍
- 主控制塔
- 直升機場
- 賽前停車場大樓
- 加油站

## 賽事

### 1999年
- 全日本GT錦標全明星戰

### 2002年
- 全日本公路競速錦標賽

### 2003年
- 全日本GT錦標賽
- 全日本公路競速錦標賽

### 2004年～2005年
- 全日本GT錦標賽
- 全日本公路競速錦標賽
- 全日本專業甩尾錦標賽

### 2006年
- Formula Japan
- SUPER GT
- 全日本公路競速錦標賽
- 全日本F3錦標賽
- 全日本專業甩尾錦標賽

### 2007年
- SUPER GT
- 全日本公路競速錦標賽
- 全日本專業甩尾錦標賽
- 全日本F3錦標賽
- AFOS（亞洲速度祭典/Asian Festival of Speed）

### 2008年
- SUPER GT
- 全日本公路競速錦標賽
- 全日本專業甩尾錦標賽
- 全日本F3錦標賽

### 2009年
- Formula Japan
- SUPER GT
- 全日本公路競速錦標賽
- 全日本專業甩尾錦標賽
- 全日本F3錦標賽

### 2010年
- Formula Japan
- SUPER GT
- 全日本公路競速錦標賽（因遇大雨，決勝賽中除星期六舉行的GP-MONO級別以外其餘全中止）
- 全日本專業甩尾錦標賽
- 全日本F3錦標賽
- FIM亞洲公路競速錦標賽
- SUPERRACE 錦標賽

### 2011年
- Formula Japan
- SUPER GT
- 全日本公路競速錦標賽
- 全日本專業甩尾錦標賽
- FIM亞洲公路競速錦標賽

### 2012年
- Formula Japan
- SUPER GT
- 全日本公路競速錦標賽
- 全日本專業甩尾錦標賽
- FIM亞洲公路競速錦標賽

### 2013年
- Formula Japan
- SUPER GT
- 全日本公路競速錦標賽
- 全日本專業甩尾錦標賽
- FIM亞洲公路競速錦標賽
- 超級耐久

### 2014年
- 全日本公路競速錦標賽
- SUPER FORMULA
- SUPER GT
- FIM亞洲公路競速錦標賽
- 全日本專業甩尾錦標賽
- 超級耐久

### 過去舉行的主要賽事
- 賽車世界錦標賽
- 全日本F3000錦標賽
- 全日本二輪車錦標賽（JTC / JTCC）
- FC45

### 其他
- 淑女車頭獎 – 使用腳踏車中的「輕型車種」、汽车城赛道的跑道，8位選手接力騎行的競技賽。成為了夏天的特色。

## 環道皇后
進行汽车城赛道公關活動的形象女孩，被稱為「環道皇后」。每年春天舉行大型賽事時舉辦徵選，選出4名(最初為5名)參加活動，2009年開始任期延長為2年。

### 歷代成員
- 2004年：藤原美穗、藤井加奈子、新宮優佳、松原幸枝、村上香織里
- 2005年：高橋久美子、廣崎美紗、藤本藍、持永絢子
- 2006年：小倉紗耶加、小柳友里江、伊藤優子、藤村泉
- 2007年：坂那步、清水舞、白石瞳、吉澤由里
- 2008年：池原冬實、秋成妹、田中彩香、増田仁子
- 2009年～2010年：上田綾、榎田櫻、今井春菜、今井怜菜
- 2010年～2011年：大宮真央里、寺本幸美
- 2011年～2012年：足立佳奈美、井本菜月、澤田麻耶
- 2012年～2013年：村上莉莎、井芹美奈子、廣瀬奈菜
- 2013年～2014年：篠原愛梨、税所紅羽、佐佐木美紀
- 2014年～2015年：野田恵理好、森島五月、矢野萌

## 交通
位於大分縣道12號週邊的山中，無公共交通設施。詳細請參考官網。

## 外部連結
- RacingCircuits.infoでマップと完全な回路の歴史（英語）（页面存档备份，存于）
- 日本的環道一覽
- 川崎重工
- SPA直入